# Єщенко Євгеній Федорович
Євге́ній Фе́дорович Є́щенко (нар. 9 жовтня 1994, Миколаїв, Україна — пом. 20 березня 2022, Маріуполь, Донецька область, Україна) — молодший сержант Національної гвардії України, учасник російсько-української війни, кавалер ордена «За мужність» III ступеня.

## Життєпис
Народився 9 жовтня 1994 року в Миколаєві. Навчався в школі № 20, пізніше — в Морському ліцеї № 5 і паралельно в спеціалізованому морському класі школи № 35. З раннього віку захоплювався контактними єдиноборствами, займався кіокушинкай карате, багаторазовий призер змагань різного рівня. Пізніше зацікавився горами та захопився походами, підіймався на вершини Піп Іван та Петрос.
У 2011 році почав відвідувати фанатський сектор МФК «Миколаїв». Влітку 2011 року приєднався до новоствореного колективу «Бузький Гард».
Із початком Революції гідності активно брав участь у подіях на Майдані і в Миколаєві, виступаючи проти проросійських активістів. Із початком російсько-української війни разом з товаришами вступив до лав батальйону «Азов», брав участь в боях за Маріуполь та Широкине.
У 2020 році одружився, того ж року в подружжя народилася донька Олександра. Планував здобути вищу освіту та будувати кар'єру військовослужбовця.
На початку повномасштабного вторгнення Росії в Україну перебував у складі розвідувальної групи «Азова» в Маріуполі. Загинув у ближньому бою під час штурму однієї з позицій під час боїв за Маріуполь 20 березня 2022 року разом з другом і побратимом — сержантом-інструктором, розвідником 2-го відділення 1-ї бойової групи групи розвідки спеціального призначення ОЗСП «Азов» Костянтином «Ісламом» Беліменком.

## Нагороди
- Орден «За мужність» III ступеня (2022, посмертно) — за особисту мужність і самовіддані дії, виявлені у захисті державного суверенітету та територіальної цілісності України, вірність військовій присязі, зразкове виконання службового обов'язку.

## Увічнення пам'яті
- 26 липня 2024 року розпорядженням голови Миколаївської обласної державної адміністрації Віталія Кіма відповідно до Закону України «Про засудження та заборону пропаганди російської імперської політики в Україні і деколонізацію топонімії» вулицю Андреєва-Палагнюка перейменовано на вулицю Євгена Єщенка[3][4].